# Martainville-Épreville
Martainville-Épreville is een gemeente in het Franse departement Seine-Maritime (regio Normandië) en telt 611 inwoners (1999). De plaats maakt deel uit van het arrondissement Rouen.

## Geografie
De oppervlakte van Martainville-Épreville bedraagt 7,6 km², de bevolkingsdichtheid is 80,4 inwoners per km².
De onderstaande kaart toont de ligging van Martainville-Épreville met de belangrijkste infrastructuur en aangrenzende gemeenten.

## Demografie
Onderstaande figuur toont het verloop van het inwonertal (bron: INSEE-tellingen).